# Il profumo del potere
Il profumo del potere (Bare Essence) è una serie televisiva statunitense in 11 episodi trasmessi per la prima volta nel corso di una sola stagione nel 1983 dalla NBC. In Italia andò in onda in prima visione su Canale 5 a partire dal 29 maggio 1984. 
La serie era stata anticipata da una miniserie televisiva omonima in due puntate, trasmessa sulla CBS nel 1982 e su Canale 5 nel dicembre 1983.
È una serie del genere drammatico in stile soap opera incentrata sulle vicende di una famiglia impegnata nell'industria dei profumi. 

## Trama
«Lotte intestine in una grande azienda [di profumi] le cui sorti vacillanti sono state risollevate grazie all'intervento di Tyger, che ha avuto la brillante idea di lanciare sul mercato un nuovo profumo. Il successo del prodotto le consente di installarsi solidamente al comando dell'azienda, ma c'è chi briga di eliminarla. [...] Colpi bassi, tanto sfarzo e un po' di sesso nel Dallas dei cosmetici».

## Personaggi e interpreti

### Personaggi principali
- Patricia 'Tyger' Hayes (11 episodi, 1983), interpretata da Genie Francis.
- Niko Theophilus (11 episodi, 1983), interpretato da Ian McShane.
È un imprenditore greco innamorato di Lady Bobbi.
- Lady Bobbi Rowan (11 episodi, 1983), interpretata da Jennifer O'Neill.
È la madre di Patricia.
- Ava Marshall (11 episodi, 1983), interpretata da Jessica Walter.
È la cognata di Hadden.
- Sean Benedict (11 episodi, 1983), interpretato da Michael Woods.
È il figlio illegittimo di Margaret.
- Barbara Fisher (11 episodi, 1983), interpretata da Jaime Lyn Bauer.
- Cathy (11 episodi, 1983), interpretata da Laura Bruneau.
- Hadden Marshall (11 episodi, 1983), interpretato da John Dehner.
- Marcus Marshall (11 episodi, 1983), interpretato da Jonathan Frakes.
È il figlio di Ava.
- Margaret Marshall (11 episodi, 1983), interpretata da Susan French.
- Muffin Marshall (11 episodi, 1983), interpretato da Wendy Fulton.
- Alan (9 episodi, 1983), interpretato da Richard Backus.

### Personaggi secondari
- Robert Spencer (5 episodi, 1983), interpretato da Ted Le Plat.
- Alexi Theophilus (5 episodi, 1983), interpretato da Michael Nader.
- Larry DeVito (4 episodi, 1983), interpretato da Morgan Stevens.
- Sylvia (3 episodi, 1983), interpretata da Paula Holland.
- Laura Parker (2 episodi, 1983), interpretata da Penny Fuller.
- Natasha (2 episodi, 1983), interpretata da Anulka Dziubinska.
- Norman (2 episodi, 1983), interpretato da David Ankrum.
- tenente Duclos (2 episodi, 1983), interpretato da Michael Carven.
- Chase Marshall (2 episodi, 1983), interpretato da Al Corley.
- Laura (2 episodi, 1983), interpretata da Joan Fontaine.
- Princess Luciana (2 episodi, 1983), interpretata da Gina Gallego.
- Senatore Jackson (2 episodi, 1983), interpretato da Christopher Lofton.
- Tim (2 episodi, 1983), interpretato da Jim Negele.
- dottor Franklin (2 episodi, 1983), interpretato da Hansford Rowe.
- Betty Jackson (2 episodi, 1983), interpretata da Toni Sawyer.

## Produzione
La serie fu prodotta da Warner Bros. Television e girata negli studios della Warner Brothers a Burbank e nella Greystone Mansion a Beverly Hills in California (alcune scene furono filmate a Parigi e sul Mediterraneo). Le musiche furono composte da Billy Goldenberg. Il regista della serie è Walter Grauman (11 episodi, 1983).
Inizialmente la serie prese vita come una miniserie televisiva in due parti, della durata di 4 ore, trasmessa il 4 e 5 ottobre 1982 sulla CBS e con gli attori Linda Evans, Donna Mills, Lee Grant e Bruce Boxleitner. La miniserie ottenne ottimi ascolti, ma la CBS declinò la proposta di trasformarla in una serie regolare, proposta che fu poi accolta dalla NBC. I ruoli che erano stati di Evans, Mills, Grant e Boxleitner furono ripresi rispettivamente da Jennifer O'Neill, Jaime Lyn Bauer, Jessica Walter e Al Corley. La serie non ebbe tuttavia il successo della precedente produzione, e venne annullata dopo solo 11 episodi.

## Distribuzione
La serie è stata trasmessa negli Stati Uniti dal 15 aprile al 13 giugno 1983 sulla rete televisiva NBC. In Italia è andata in onda su Canale 5, e poi su diverse reti locali, a partire dal 29 maggio 1984 con il titolo Il profumo del potere.
Alcune delle uscite internazionali sono state:
- negli Stati Uniti il 15 aprile 1983 (Bare Essence)
- in Spagna (Pura esencia)

## Episodi
| Stagione       | Episodi | Prima TV USA |
| -------------- | ------- | ------------ |
| Prima stagione | 11      | 1983         |